# Transporte en la provincia de León

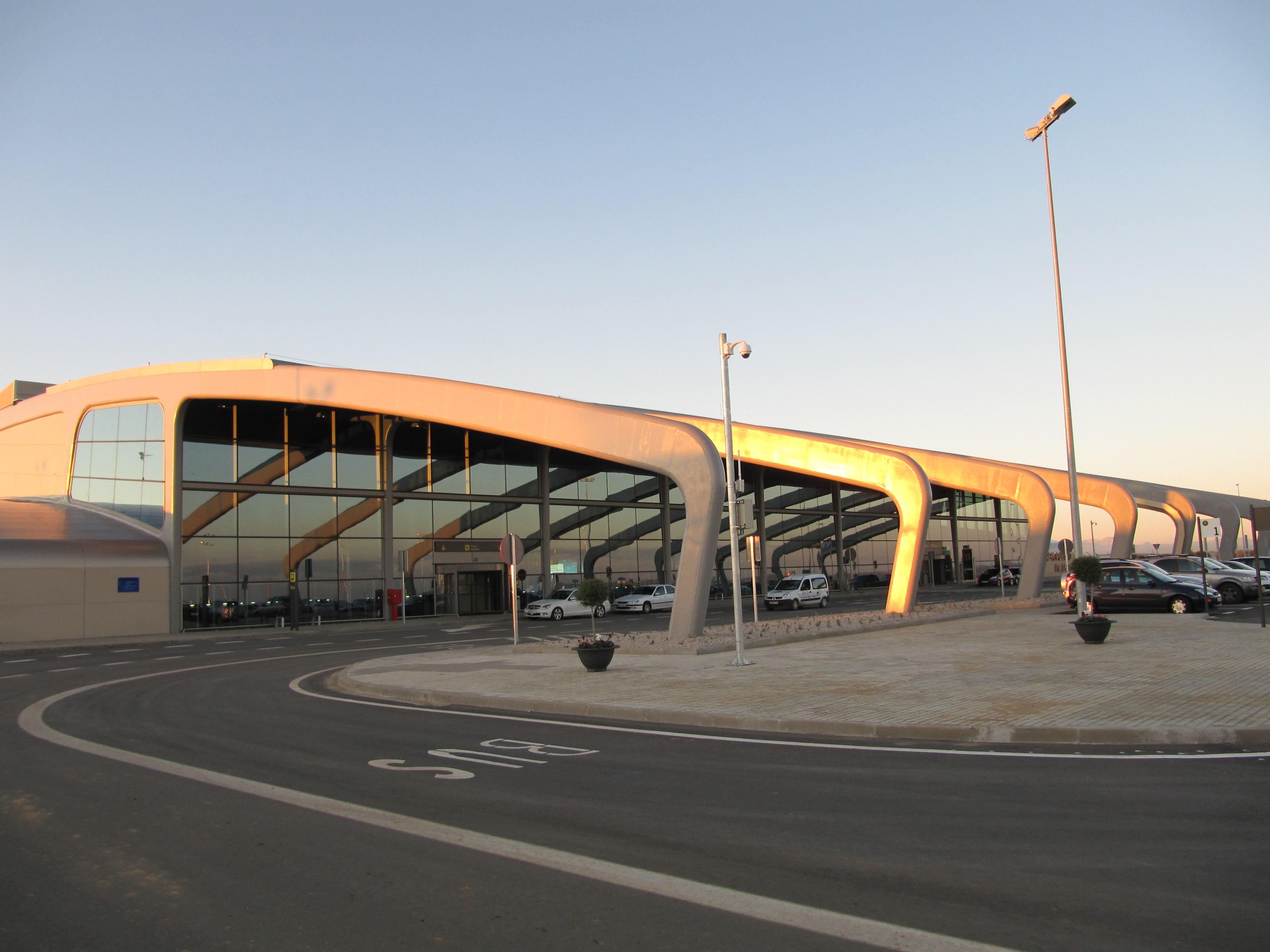
El Aeropuerto de León, inaugurado en 1999, mantiene vuelos a Barcelona y Palma de Mallorca.

Debido a su situación, la provincia de León es un nodo fundamental para el tráfico procedente o con destino a Galicia y Asturias. De este modo, en la provincia concurren los ejes de la A-66 y la A-6, principales viales de acceso a Asturias y Galicia respectivamente, situándose el cruce de estas dos vías en Benavente, a escasos diez kilómetros del límite provincial. La red ferroviaria sigue este patrón y León es la principal puerta de entrada a Asturias y el acceso a Galicia, a través de El Bierzo, es uno de los existentes a esta comunidad autónoma. En lo referente al transporte aéreo, la provincia cuenta con un aeropuerto en la capital que mantiene vuelos nacionales e internacionales y se encuentra inmerso en unas obras de ampliación que multiplicarán su capacidad operativa.

## Red de carreteras
La red de carreteras de la provincia se encuentra gestionada por el Estado, la Junta, la Diputación y finalmente por la Confederación Hidrográfica del Miño-Sil, ocupándose esta última de las carreteras que permiten el acceso a canales y embalses para la realización de labores de mantenimiento.
Vías de alta capacidad
| Identificador | Tipo                                             | Itinerario                                                              | Tramo en León |
| ------------- | ------------------------------------------------ | ----------------------------------------------------------------------- | --- |
| A-6           | Autovía del Noroeste                             | Madrid a Arteijo (La Coruña)                                            | De San Adrián del Valle (límite provincial con Zamora) a Puerto de Piedrafita del Cebrero (límite provincial con Lugo) |
| A-66          | Autovía Ruta de la Plata                         | De Gijón (Serín, A-8) a Sevilla (SE-30)                                 | De La Virgen del Camino (AP-66, AP-71 y LE-20) a límite provincial con Zamora                                          |
| A-231         | Autovía León-Burgos o Autovía Camino de Santiago | De Onzonilla (A-66) a Villalbilla de Burgos (BU-30)                     | De Onzonilla a Sahagún (límite provincial con Palencia)                                                                |
| AP-66         | Autopista Ruta de la Plata                       | De La Virgen del Camino (AP-71, A-66 y LE-20) a Campomanes (A-66)       | De La Virgen del Camino (AP-71, A-66 y LE-20) a Túnel del Negrón (límite provincial con Asturias)                      |
| AP-71         | Autopista León-Astorga                           | De La Virgen del Camino (AP-66, A-66 y LE-20) a Astorga (A-6)           | Íntegra en la provincia de León                                                                                        |
| LE-20         | Circunvalación interior de León                  | De N-630 a Puente Castro (N-601 y LE-30) y a Trobajo del Camino (N-120) | Íntegra en la provincia de León                                                                                        |
| LE-30         | Circunvalación exterior de León                  | De Puente Castro (N-601 y LE-20) a La Virgen del Camino (A-66 y AP-71)  | Íntegra en la provincia de León                                                                                        |

Carreteras nacionales
| Identificador | Tipo                                  | Itinerario                                           | Tramo en León |
| ------------- | ------------------------------------- | ---------------------------------------------------- | --- |
| N-6           | Carretera Nacional Radial             | De Collado Villalba (A-6 y AP-6) a La Coruña (AC-12) | De Pobladura del Valle (L.P. Zamora) a Piedrafita del Cebrero (límite provincial con Lugo)                                          |
| N-120         | Carretera Nacional                    | De Logroño oeste (LO-20) a Porriño (A-52)            | De León oeste a Astorga (A-6) y de Toral de los Vados (N-6) a La Barosa (límite provincial con Orense)                              |
| N-536         | Carretera Nacional                    | De Ponferrada (N-6) a El Barco de Valdeorras (N-120) | De Ponferrada (N-6) a Puente de Domingo Flórez (límite provincial con Orense)                                                       |
| N-601         | Carretera Nacional                    | De Adanero (N-6) a León                              | De Izagre (límite provincial con Valladolid) a León                                                                                 |
| N-621         | Carretera Nacional                    | De León a Unquera (N-634)                            | De León a Devesa de Curueño (CL-624) y de Santa Olaja de la Varga (CL-626) a Puerto de San Glorio (límite provincial con Cantabria) |
| N-625         | Carretera Nacional                    | De Mansilla de las Mulas (N-601) a Arriondas (N-634) | De Mansilla de las Mulas (N-601) a Cistierna (N-621) y de Riaño (N-621) a Oseja de Sajambre (límite provincial con Asturias)        |
| N-630         | Carretera Nacional (Ruta de la Plata) | De Oviedo a Sevilla (SE-30)                          | De Puerto de Pajares (límite provincial con Asturias) a Cimanes de la Vega (límite provincial con Zamora)                           |

Carreteras autonómicas y provinciales

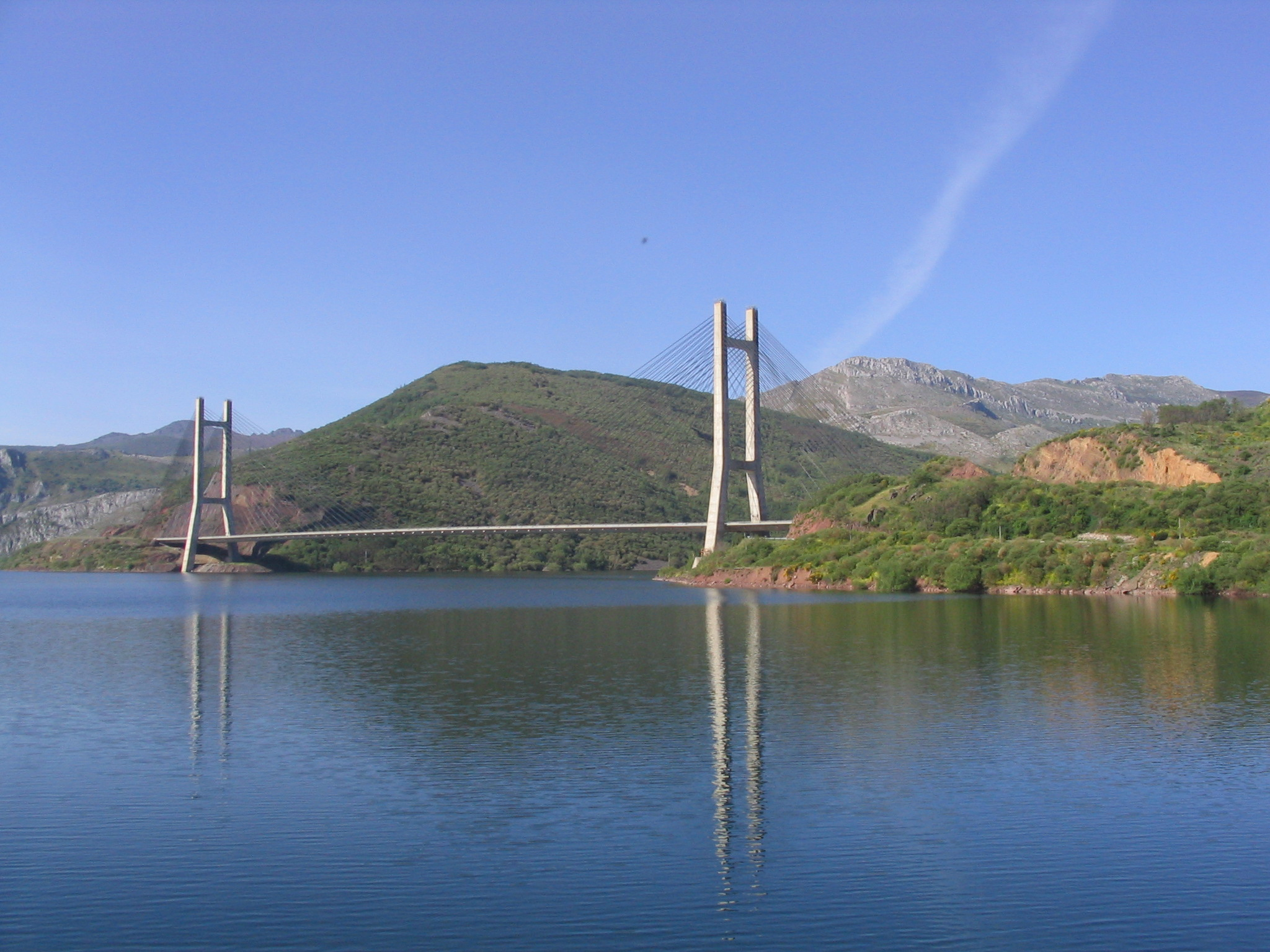
Puente Ingeniero Carlos Fernández Casado, en la AP-66.

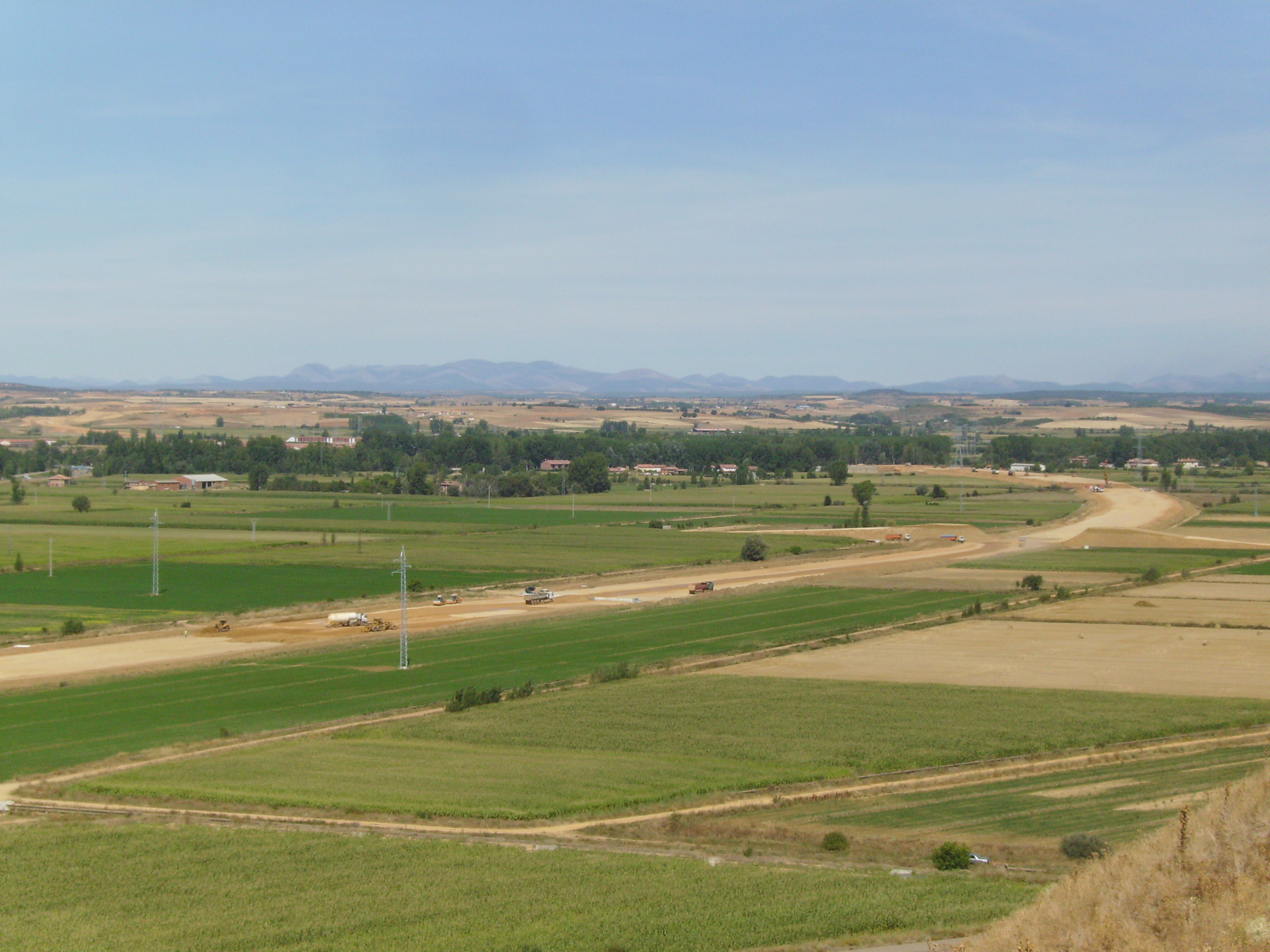
Obras de la autovía A-60, que enlazará la capital provincial con Valladolid.

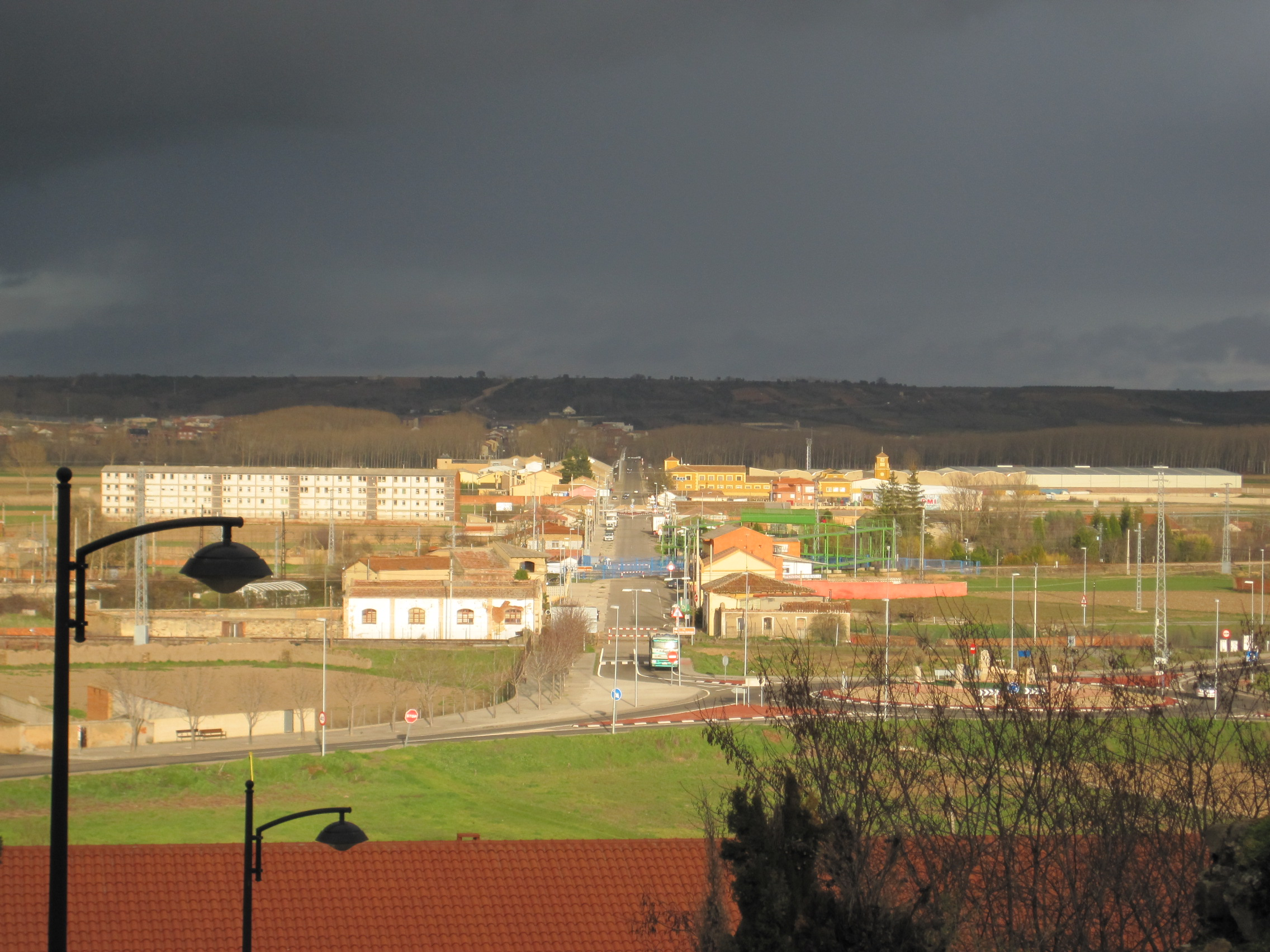
La carretera N-120 en la salida de la ciudad de Astorga.

La red autonómica, gestionada por la Junta de Castilla y León, se divide en autovías autonómicas, red básica y red complementaria. De la primera categoría, la provincia de León acoge la A-231 y la CL-631 en su tramo entre Cubillos del Sil y Toreno. La segunda categoría, las carreteras pertenecientes a la red básica, se denominan por  CL-XXX . Respecto de la red complementaria autonómica, la nomenclatura empleada para nombrar a las carreteras pertenecientes a ella corresponde a las siglas LE (de la provincia) seguidas de las tres cifras identificadas por zonas, a saber:
1. -  LE-1XX  zona comprendida al sur de la N-120 en el Bierzo, sur de la A-6 hasta el límite provincial con Zamora.
2. -  LE-2XX  zona comprendida al norte de N-120 en Sahagún y al este de la N-625 hasta los límites con Palencia y Asturias.
3. -  LE-3XX  zona comprendida entre la A-66 y la N-625 con vértice en León capital.
4. -  LE-4XX  zona comprendida al norte de la A-6 y al oeste de la A-66 hasta límite provincial con Asturias.
5. -  LE-5XX  zona comprendida entre A-66 y N-601 con vértice norte en León capital.
6. -  LE-6XX  En el Bierzo al norte de N-120 y sur de la A-6.
7. -  LE-7XX  Resto del Bierzo entre A-6 y CL-631.
8. -  LE-9XX  al sur de la N-120, al oeste por la N-601 y al este por la CL-611.

Respecto a las carreteras gestionadas por la Diputación de León, la red tiene una longitud de 3.173 km, la nomenclatura empleada corresponde a las siglas CV (Camino Vecinal) seguidas de las tres cifras que identifican la hoja del IGN en la que empieza la carretera (por ejemplo, 077 corresponde a la hoja 77 del IGN), y las dos cifras con el número de orden en la hoja.

## Transporte ferroviario

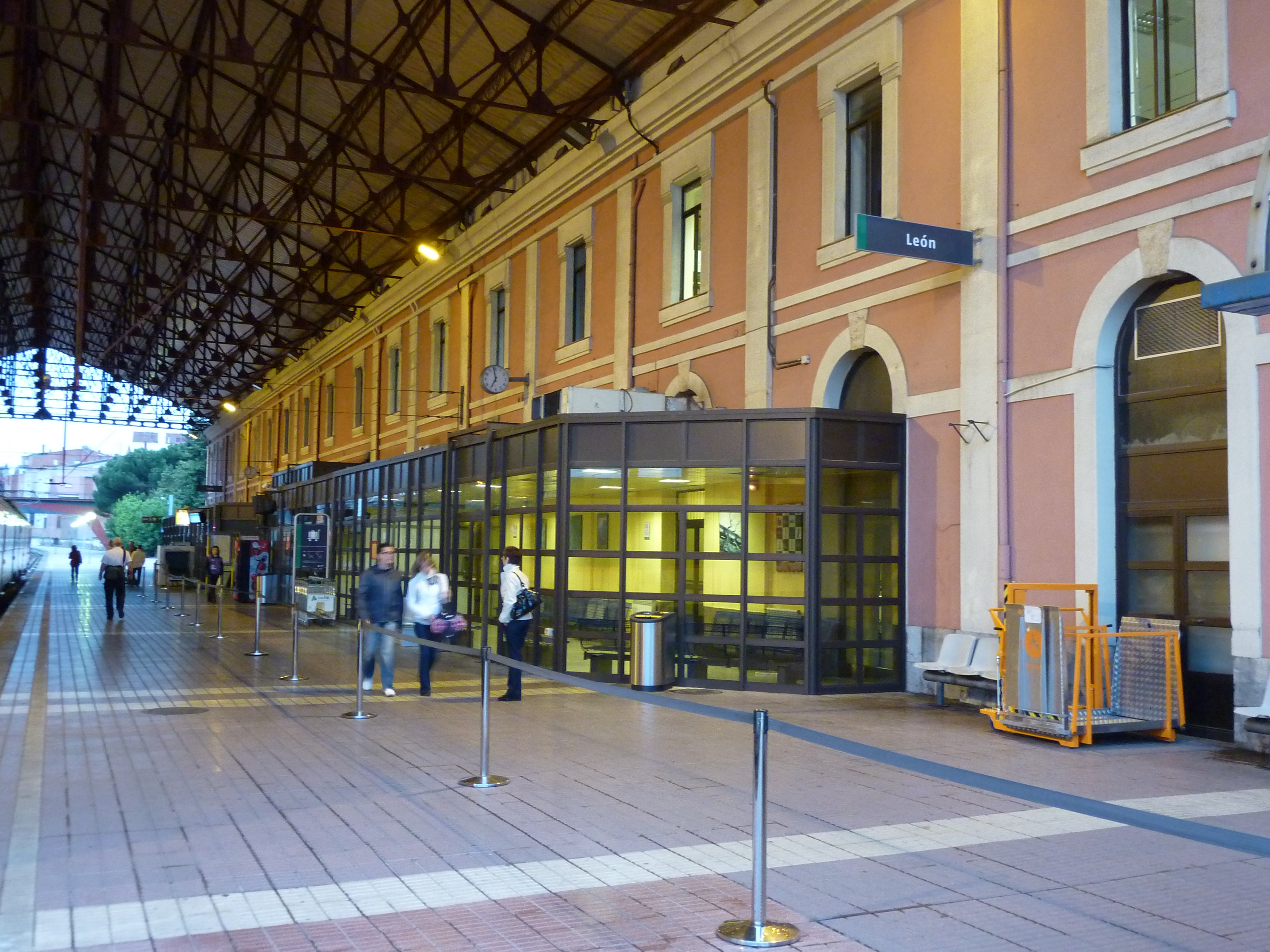
Estación de León.

Las líneas de ferrocarril de la provincia se encuentran gestionadas por el Adif, distinguiéndose una red en ancho ibérico y otra en ancho métrico. Los servicios ferroviarios son operados en ambas redes por Renfe Operadora, desde el 1 de enero de 2005 para el ancho ibérico, y desde el 1 de enero de 2013 para el ancho métrico.

### Infraestructura
Las líneas de ferrocarril en ancho ibérico gestionadas por Adif y que pasan por la provincia son la Venta de Baños-Gijón y la León-La Coruña, así como la León Clasificación - Torneros del Bernesga, siendo esta última de reciente diferenciación del tronco común de la Venta de Baños-Gijón para la llegada del tren de alta velocidad a la capital. La provincia además es sede del puesto de mando del noroeste, situado en la capital. Cuenta León con una tercera línea, la Ruta de la Plata, cuyo tramo entre Astorga y Plasencia se encuentra cerrado desde 1985.
En cuanto a las líneas de ancho métrico gestionadas por Adif, se encuentra el Ferrocarril de La Robla, inaugurado en 1894 y cerrado en 1991 al tráfico de viajeros, restringiendo el tráfico a los trenes de mercancías hasta el año 2003, cuando se retoman los servicios de pasajeros entre León y Bilbao.
Desde el 30 de septiembre de 2015, la línea de alta velocidad Valladolid-León se encuentra en servicio comercial. Está en construcción la variante de Pajares, como parte de la Línea de alta velocidad León-Asturias.
Se encuentra también en estudio informativo la Línea de alta velocidad León-Ponferrada-Monforte de Lemos, incluida en el PEIT, pero cuya ejecución futura sin embargo se encuentra en suspenso.

### Servicios ferroviarios

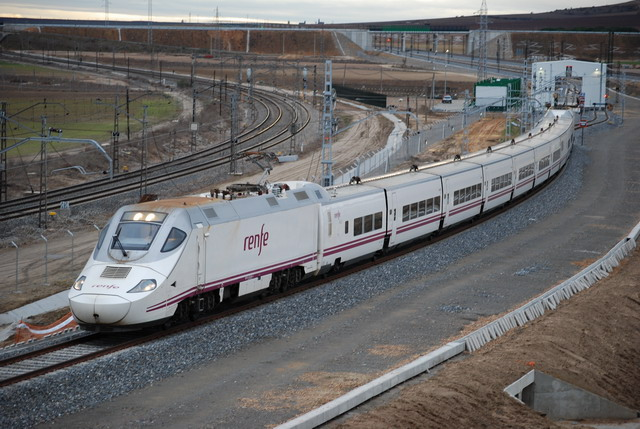
Los servicios Alvia que recorren la provincia son: Barcelona-Vigo; Alicante-Madrid; Gijón-Madrid y León-Madrid.

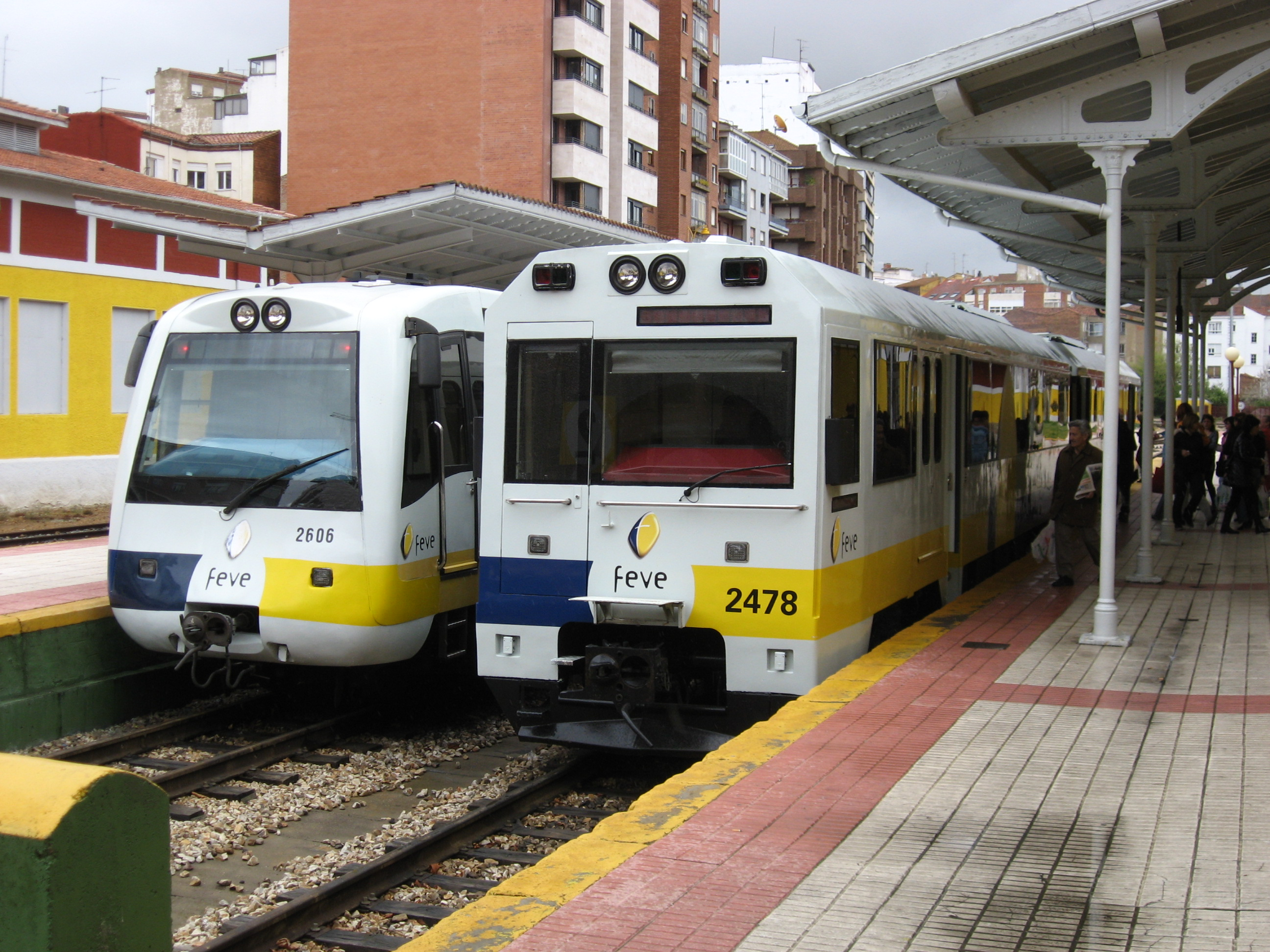
Unidades 2600 y 2500 de la extinta Feve (actual Renfe Cercanías AM) en la estación de Matallana.

En cuanto a los servicios ferroviarios, son prestados en ambas redes (ancho ibérico y ancho métrico) por Renfe Operadora. Las principales estaciones de ferrocarril se ubican en León, Ponferrada, Sahagún y Astorga.

#### Larga Distancia y Media Distancia
Renfe Operadora ofrece servicios de media y larga distancia. En Media Distancia, gestiona las líneas R-4, 17, 23 y 24, con 1, 6, 1 y 2 trenes por sentido y día respectivamente. Todas las líneas tienen como origen o destino la capital provincial y como destino u origen Bilbao, Valladolid, Monforte de Lemos y Gijón, siendo operadas por trenes S-449, excepto la primera, que usa la serie 2700.
En cuanto a Larga Distancia, Renfe Operadora ofrece los siguientes productos: Alvia, Arco y Trenhotel. Los trenes Alvia comenzaron a circular en el trayecto León-Madrid en noviembre del 2007, la apertura en diciembre del mismo año de la línea de alta velocidad hasta Valladolid amplió el servicio a tres trenes diarios, que se convirtieron en cuatro en septiembre del 2008, poco después de la puesta en marcha de una nueva línea entre Barcelona y Vigo, con un tren diario por sentido y cuyo recorrido discurre en parte por la provincia de León. Finalmente, en noviembre del mismo año, el servicio León-Madrid pasó a la actual frecuencia de cinco trenes por sentido distribuidos en tres servicios diferenciados: Alicante-Madrid; Gijón-Madrid y León-Madrid con una, tres y una frecuencias por sentido respectivamente.
El servicio Arco presente en la provincia se concreta en el Arco Camino de Santiago, que realiza los trayectos Bilbao - Vigo e Irún - La Coruña. Respecto a los servicios Trenhotel, la provincia se benefició del primer servicio de estas características puesto en marcha en España: el Trenhotel Galicia, que comunica Barcelona con La Coruña y Vigo, contando actualmente con un segundo, el Trenhotel Asturias, que comunica Asturias con Barcelona.
La línea de alta velocidad Valladolid-Palencia-León, prolongación de la Madrid-Segovia-Valladolid, permiten a Renfe Operadora ofrecer servicios AVE en la provincia. Cuando finalicen las obras de la variante de Pajares los trenes AVE llegarán también a Oviedo y Gijón por la LAV León-Asturias.
Existe también un histórico tren turístico, el Expreso de la Robla, desde León hasta San Sebastián o Ferrol.

#### Cercanías
La empresa Renfe mantiene en funcionamiento un servicio de Cercanías entre las localidades de León y Guardo aprovechando la línea de ferrocarril que discurre entre León y Bilbao. Este servicio atraviesa en su recorrido los municipios de León, Villaquilambre y Garrafe de Torío, así como la Montaña. Esta línea también formará parte del futuro tranvía de León.
La línea  recorre la distancia de unos 100 km que separan las dos localidades de los extremos en casi tres horas, y dispone para ello de varios trenes por sentido con diferentes frecuencias en función del destino, que se reducen en fines de semana y festivos. Actualmente circulan por esta cercanía unidades de las series 2600 y 2700. Tras la localidad de San Feliz, el servicio se extiende hasta Cistierna y tras ésta hasta Guardo, aunque con diferente régimen tarifario.

## Transporte aéreo
El Aeropuerto de León, que entró en servicio en 1999, está situado en los términos municipales de Valverde de la Virgen y San Andrés del Rabanedo, a seis kilómetros de la capital provincial, aprovechando las instalaciones de la base militar de la Virgen del Camino. Tras varias ampliaciones, el aeropuerto cuenta con una pista de 3.000 metros de longitud y se encuentra inmerso en unas obras de ampliación destinadas a incrementar sustancialmente su capacidad operativa mediante la construcción de una nueva área terminal y la duplicación de la superficie actual de la plataforma.
Mantiene vuelos con Madrid , Barcelona , Valencia, Tenerife y París todo el año, que se refuerzan en temporada estival con enlaces a Palma de Mallorca, Málaga-Costa del Sol, Ibiza, Gran Canaria y Menorca.